# Spinospongilla polli
Spinospongilla polli är en svampdjursart som beskrevs av Brien 1974. Spinospongilla polli ingår i släktet Spinospongilla och familjen Malawispongiidae.
Artens utbredningsområde är havet utanför Tanzania. Inga underarter finns listade i Catalogue of Life.